# 安東尼·拉莫斯
安東尼·拉莫斯·馬丁尼茲 （英語：Anthony Ramos Martinez，1991年11月1日—） 是一名美國演員，歌手，作曲家。在2015年，他飾演了百老滙音樂劇《漢密爾頓》中的約翰·勞倫斯和菲利普·漢密爾頓這兩個角色。
他也在2020年夢工廠製作的《魔髮精靈唱遊世界》中為精靈力士王配音。他現在專注於創作音樂和參演電影，例如2021年的《紐約高地》電影版。

## 早年生平
安東尼·拉莫斯是波多黎各人。他在布希維克，布魯克林長大，與他的母親、哥哥和妹妹一起生活。
拉莫斯就讀於Halsey Junior High School。在那裡，他與他的同學組成了Halsey Trio，並學校集會時表演摩城的歌。當時他希望將來能從事與棒球有關的行業，包括在大學時參與國家大學體育協會三級棒球比賽，然後成為教練。在2009年，他在新烏德勒高中畢業。
高中之後，拉莫斯在得到全額支助下就讀美國音樂及戲劇學院。在2011年，他畢業於該學院的音樂劇課程。

## 演员生涯
自2011，拉莫斯參與了不同地區性和全國巡迴音樂劇的演出，包括飾演《紐約高地》中的桑尼·狄拉維加。
在2014年，拉莫斯本會在無線電城音樂廳與火箭女郎舞蹈團一起表演Heart and Lights，但該節目在試演階段便被取消了。在Heart and Lights的彩排階段途中，他參與了《漢密爾頓》的試鏡。當時的《漢密爾頓》製作組仍在準備公共劇院的外百老滙演出。
被選為《漢密爾頓》的演員後，拉莫斯在林-曼努爾·米蘭達的音樂劇21 Chump Street中飾演Justin Laboy。21 Chump Street時長十四分鐘，是在2014年6月7日，在全國公共廣播電台This American Life中演出的一次性表演。
在2015年，《漢密爾頓》開始外百老滙的演出，拉莫斯飾演約翰·勞倫斯和亞歷山大·漢彌爾頓的長子菲利普·漢密爾頓。該音樂劇在同年7月13日到百老滙試演，並在同年8月6日正式演出。他在2016年11月20日離開《漢密爾頓》。
在2016年9月，拉莫斯在史派克·李執導的Netflix喜劇劇情片《美夢成箴》中飾演Mars Blackmon。
在2018年，拉莫斯在由布萊德利·庫柏執導和女神卡卡主演的《一個巨星的誕生》中飾演Ramon。
同年，拉莫斯宣佈將在《紐約高地》的電影版中飾演尤斯納維·狄拉維加，該電影將在2021年6月推出。
他在2023年科幻动作大片《變形金剛：萬獸崛起》中饰演男主角诺亚。

## 音樂生涯
拉莫斯在2015年參演了《漢密爾頓》音樂劇原聲帶。
在2017年10月，他是"Almost Like Praying" 裡的其中一位歌手。"Almost Like Praying"是林-曼努爾·米蘭達為被颶風瑪麗亞影響的波多黎各人民所創作的新歌。
在2017年11月8日，拉莫斯發佈了兩首新曲：來自他首張迷你專輯 "The Freedom EP" 的 "Freedom" 和 "Common Ground"。這張迷你專輯由曾與Logic和五聲音階合作的Will Wells製作。其靈感來自於2016年的美國總統選舉，"The Freedom EP" 在當勞·特朗普就職典禮的一周年：2018年1月20日發行。除了先前發佈的"Freedom" ， "Common Ground" 和 "Alright"，該迷你專輯也收錄了兩首新曲： "When The Bell Tolls" 和 "PRayer"。
在2019年6月13日，拉莫斯與聯眾唱片簽約。簽約過程在他的Youtube系列 It Takes A Village 中發佈，並提到在同年的夏天將發佈新曲。他在2019年10月25日發佈他的首張專輯 The Good & The Bad 。該專輯在《告示牌》熱點專輯搜尋榜中取得第21位。

## 個人生活
2015年初，拉莫斯在《漢密爾頓》公共劇院演出的彩排時認識珍絲敏·西凡斯·鍾斯，並和她開始交往。兩人在2018年12月24日訂婚。

## 劇場
| 年份      | 作品            | 角色                        | 地點                                             | 類別     |
| --------- | --------------- | --------------------------- | ------------------------------------------------ | -------- |
| 2011      | 火爆浪子        | 桑尼                        | Surflight Theatre 6月22日- 7月15日, 2011         | 地區性   |
| 2012      | 失魂記          | Henry / Ensemble            | Various                                          | 全國巡迴 |
| 2012      | 紐約高地        | 桑尼·狄拉維加               | Pioneer Theatre Company 9月14日- 29日, 2012      | 地區性   |
| 2014      | 21 Chump Street | Justin Laboy                | 布魯克林音樂學院 6月7日, 2015                    | 地區性   |
| 2015–2016 | 漢密爾頓        | 約翰·勞倫斯/菲利普·漢密爾頓 | 公共劇院 1月20日- 5月3日, 2015                   | 外百老匯 |
| 2015–2016 | 漢密爾頓        | 約翰·勞倫斯/菲利普·漢密爾頓 | 理查德·羅傑斯劇場 7月13日, 2015 - 11月20日, 2016 | 百老滙   |
| 2018      | 紐約高地        | 尤斯納維·狄拉維加           | 約翰·甘迺迪表演藝術中心 March 21–25, 2018        | 地區性   |

## 影視作品

### 電影
| 年份 | 電影名稱           | 角色                        | 備注                       |
| ---- | ------------------ | --------------------------- | -------------------------- |
| 2016 | 白色女孩           | Kilo                        |                            |
| 2016 | 10 Crosby          | Younger Doorman             | 短片                       |
| 2017 | Patti Cake$        | Recording Engineer          |                            |
| 2018 | 終極正義           | Manny Ortega                |                            |
| 2018 | 一個巨星的誕生     | 拉蒙                        |                            |
| 2018 | Summertime         | Frankie                     |                            |
| 2019 | 哥吉拉 II 怪獸之王 | 安東尼·馬丁尼茲             |                            |
| 2020 | 魔髮精靈唱遊世界   | 精靈力士王                  | 配音                       |
| 2020 | 漢密爾頓           | 約翰·勞倫斯/菲利普·漢密爾頓 | 攝錄於2016年的百老滙音樂劇 |
| 2020 | 倒數反擊           | Ramon Hall                  |                            |
| 2021 | 紐約高地           | 尤斯納維·狄拉維加           |                            |
| 2023 | 變形金剛：萬獸崛起 | 諾亞                        |                            |
| 2023 | 傻钱               | Marcus                      |                            |
| 2024 | 龍捲風暴           | 哈維                        |                            |
| 2025 | 天国与地狱         | 自己                        |                            |
| 2025 | 壞蛋聯盟2          | Mr. Piranha（配音）         |                            |
| 2025 | 炸裂白宫           |                             |                            |

### 電視
| 年份      | 節目名稱         | 角色                | 備注                                         |
| --------- | ---------------- | ------------------- | -------------------------------------------- |
| 2015      | 年輕一代         | Julio               | 第1季 第2，3集："Liza Sows Her Oates", "IRL" |
| 2016      | 法網遊龍：特案組 | Juan Flores         | 第17季 第14集："Forty-One Witnesses"         |
| 2017–2018 | 威爾與格蕾絲     | Tony                | 第9季 第1、4、5、14集                        |
| 2017–2019 | 美夢成箴         | Mars Blackmon       | 十九集                                       |
| 2019      | 艾蓮娜公主       | Tito (配音)         | 第3季 第15集："Team Isa"                     |
| 2025      | 鋼鐵心 (電視劇)  | 帕克·羅賓斯／紅兜帽 |                                              |

## 音樂

### 專輯
- The Good & the Bad (2019)

### 迷你專輯
- The Freedom EP (2018)

### 單曲
- "Cry Today, Smile Tomorrow" (2019)

（非專輯單曲) 
- "Dear Diary" (2019)

(The Good & The Bad)
- "The Good & the Bad" (2019)

(The Good & The Bad)
- "Mind Over Matter" (2019)

(The Good & The Bad)
- "Figure It Out" (2019)

(The Good & The Bad)
- "Relationship" (2020)

(The Good & The Bad)
- "Stop" (2020)

（待定） 

### 音樂劇及電影原聲帶
- 21 Chump Street: The Musical (2014)
- 漢密爾頓：音樂劇原聲帶 (2015)
- 魔髮精靈唱遊世界：電影原聲帶 (2020)

## 奬項與提名
| 年份 | 獎項                         | 類別                                   | 作品           | 結果 |
| ---- | ---------------------------- | -------------------------------------- | -------------- | ---- |
| 2016 | 葛萊美獎                     | 最佳音樂劇專輯                         | 漢密爾頓       | 獲獎 |
| 2016 | Broadway.com Audience Awards | Favorite Featured Actor in a Musical   | 漢密爾頓       | 提名 |
| 2016 | Broadway.com Audience Awards | Favorite Male Breakthrough Performance | 漢密爾頓       | 提名 |
| 2019 | 美國演員工會獎               | 最佳整體演出                           | 一個巨星的誕生 | 提名 |
| 2019 | Gold Derby Awards            | Best Ensemble                          | 一個巨星的誕生 | 提名 |

## 外部連結
- 安東尼·拉莫斯在互联网电影资料库（IMDb）上的資料（英文）